# Chonocephalus kiboshensis
Chonocephalus kiboshensis är en tvåvingeart som beskrevs av Charles Thomas Brues 1907. Chonocephalus kiboshensis ingår i släktet Chonocephalus och familjen puckelflugor. Inga underarter finns listade i Catalogue of Life.